# پراکندگی جهان‌میهنی
در جغرافیای زیستی، پراکندگی جهان‌میهنی (به انگلیسی: Cosmopolitan distribution)، به یک آرایه گفته می‌شود که دارای پراکندگی جهانی است، اگر دامنه آن در تمام یا بیشتر نقاط جهان در زیستگاه‌های مناسب گسترش یابد. گفته می‌شود که چنین آرایه‌ای، معمولاً یک گونه، جهان‌میهنی یا جهان‌وطنی را نشان می‌دهد. نقطه مقابل یک گونه جهان‌میهنی یک گونه بومی است که تنها در یک مکان جغرافیایی یافت می‌شود.

## جنبه‌ها و درجه‌ها
اصطلاح «پراکندگی جهان‌میهنی» معمولاً نباید به معنای واقعی کلمه در نظر گرفته شود، زیرا اغلب به‌طور آزاد در زمینه‌های مختلف به کار می‌رود. معمولاً هدف شامل مناطق قطبی، ارتفاعات شدید، اقیانوس‌ها، بیابان‌ها یا جزایر کوچک و منزوی نیست. به عنوان مثال، مگس خانگی تقریباً به اندازه هر گونه جانوری جهان‌میهن است، اما در پراکنش آن نه اقیانوسی و نه قطبی است. به‌طور مشابه، اصطلاح «علف هرز جهان‌میهنی» بیش از این دلالت ندارد که گیاه مورد بحث در همهٔ قاره‌ها به جز قطب جنوب وجود دارد. منظور این نیست که این گونه در همهٔ مناطق هر قاره وجود دارد.

## اقیانوسی و خشکی
مفهوم دیگر در جغرافیای زیستی، جهان‌میهنی و بومی‌گرایی اقیانوسی است. اگرچه این وسوسه وجود دارد که اقیانوس جهانی را به عنوان یک رسانه بدون مرزهای زیستی در نظر بگیریم، اما این امر دور از واقعیت است. بسیاری از موانع فیزیکی و زیستی با گسترش یا ادامه اقامت بسیاری از گونه‌ها تداخل دارند. برای مثال، شیب دما از مهاجرت آزاد گونه‌های گرمسیری بین اقیانوس اطلس و اقیانوس هند و اقیانوس آرام جلوگیری می‌کند، حتی اگر گذرگاهی باز از کنار توده‌های قاره‌ای مانند قاره آمریکا و آفریقا/اوراسیا وجود داشته باشد. باز هم، تا آنجا که به بسیاری از گونه‌ها مربوط می‌شود، اقیانوس‌های جنوبی و مناطق دریایی شمالی به دلیل دمای غیرقابل بردباری در مناطق گرمسیری کاملاً از یکدیگر جدا شده‌اند. در پرتو چنین دیدگاه‌هایی، شگفت نیست که دریابیم بومی‌گرایی و جهان‌میهنی‌گرایی در اقیانوس‌ها به اندازه خشکی مشخص است.

## محدودسازی بوم‌شناختی
یکی دیگر از جنبه‌های جهان‌میهنی، محدودیت‌های زیست‌محیطی است. گونه‌ای که ظاهراً جهان‌وطنی است، زیرا در همه اقیانوس‌ها وجود دارد، ممکن است در واقع تنها مناطق ساحلی، یا تنها محدوده‌های خاصی از اعماق، یا فقط مصب‌ها را اشغال کند. به‌طور مشابه، گونه‌های زمینی ممکن است تنها در جنگل‌ها، یا مناطق کوهستانی، یا مناطق خشک شنی یا مانند آن وجود داشته باشند. چنین پراکندگی‌های ممکن است تکه‌تکه یا گسترده اما باریک باشد. عواملی با چنین ماهیتی به‌طور گسترده‌ای بدیهی پنداشته می‌شوند، بنابراین به ندرت در ذکر پراکندگی‌های جهان‌میهنی به‌طور آشکارا به آنها اشاره می‌شود.

## باستانی و مدرن
پراکندگی جهان‌میهنی را می‌توان هم در گونه‌های منقرض‌شده و هم در گونه‌های زنده دید. به عنوان نمونه، Lystrosaurus در تریاس آغازین پس از رویداد انقراض پرمین-تریاس جهان‌میهنی بود.